# Ludvig Munsterhjelm
Rudolf Ludvig Munsterhjelm, född 5 februari 1880 i Tuulois, död 19 juli 1955 i Tavastehus, var en finländsk författare.
Munsterhjelm författade en lång rad vetenskapliga avhandlingar, reseskildringar och jakthistorier, äventyrsböcker med mera. De är baserade på forskningsfärder, oftast till ödemarker som sällan besökts av resande, såsom Nordkalotten (resor bland annat 1906–1909, 1911–1912), Spetsbergen (1910), Sachalin (1914, 1924) och Grönland (1936–1938).
Han var broder till målaren Ali Munsterhjelm.

## Verk i urval
- Trapperliv i Lappland (2 band, 1918–1921, nyutgåva 1977)
- Färder i fjärran östern (1922)
- Bland isbjörnar och myskoxar på Nordost-Grönland (1927)
- Rovdjur och rovdjursjakt i Norden (1942)
- Fiskarglädje vid älv och sjö (1952)
- Med Ludvig Munsterhjelm på jakt och fiske (samlingsvolym, 1962)